# Victor de Grailly
Victor de Grailly, né le 25 octobre 1804 à Paris et mort le 4 septembre 1887 dans le 14e arrondissement de Paris, est un peintre et illustrateur français.

## Biographie
Élève du peintre paysagiste Jean-Victor Bertin, il expose au Salon à partir de 1833. Certaines de ses œuvres graphiques ont également illustré des éditions, notamment les Recherches historiques sur l'abbaye du Breuil-Benoit au diocèse d’Évreux de Jules Berger de Xivrey (Paris, Didot, 1847).

## Collections publiques
- Hôtel de la Vicomté, Melun, actuel musée municipal
  - Vue de Melun depuis le chemin de Vaux, entre 1824 et 1868, peinture à l'huile
- Musée d'Elbeuf :
  - Vue de la Seine à Elbeuf, 1831, aquarelle
- Musée Magnin
  - Une rue au Grand-Montrouge
- Musée des beaux-arts de Rennes
  - Paysage au temple
  - Paysage au pont

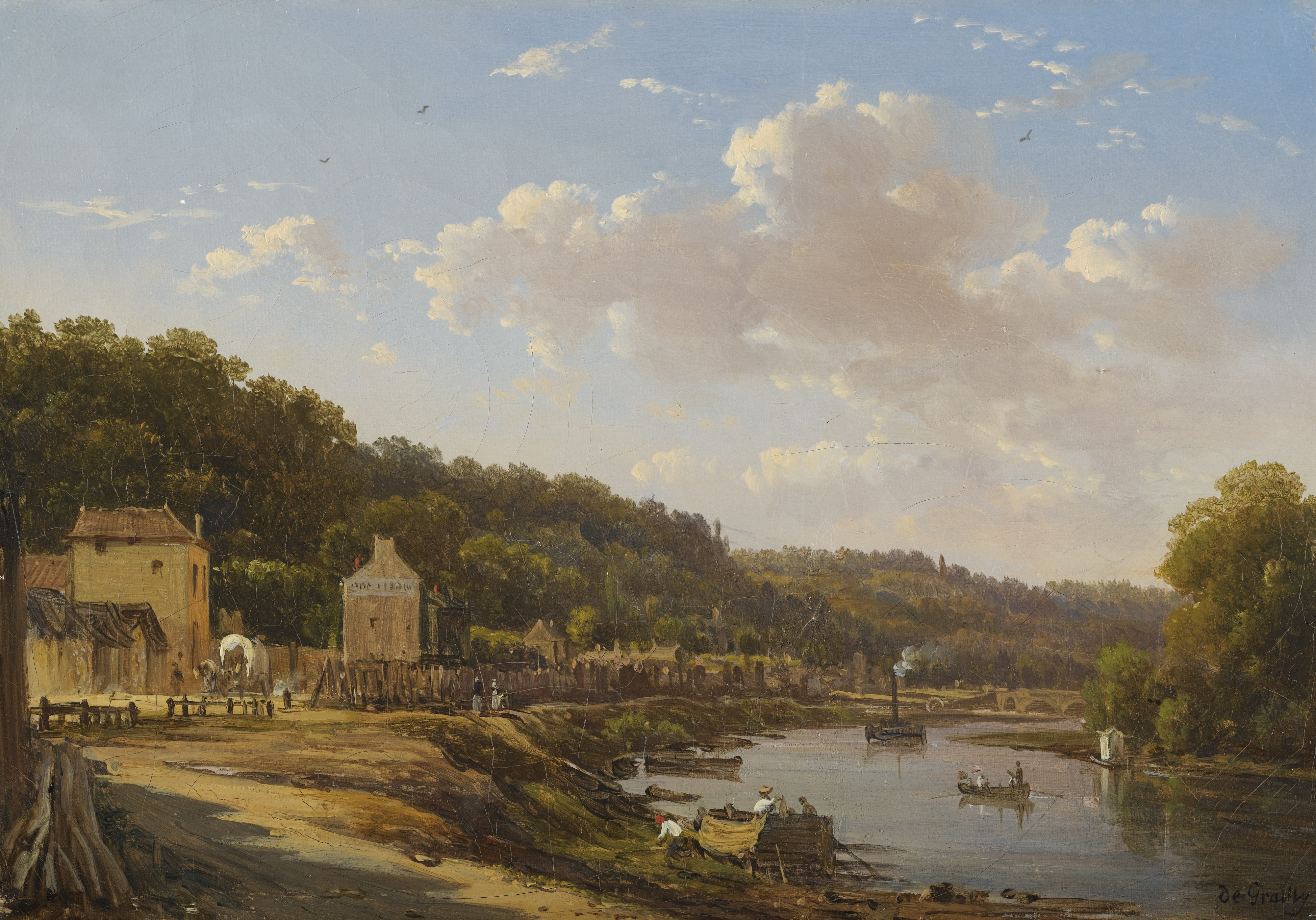
Une vue de la Seine et les Coteaux de Suresnes
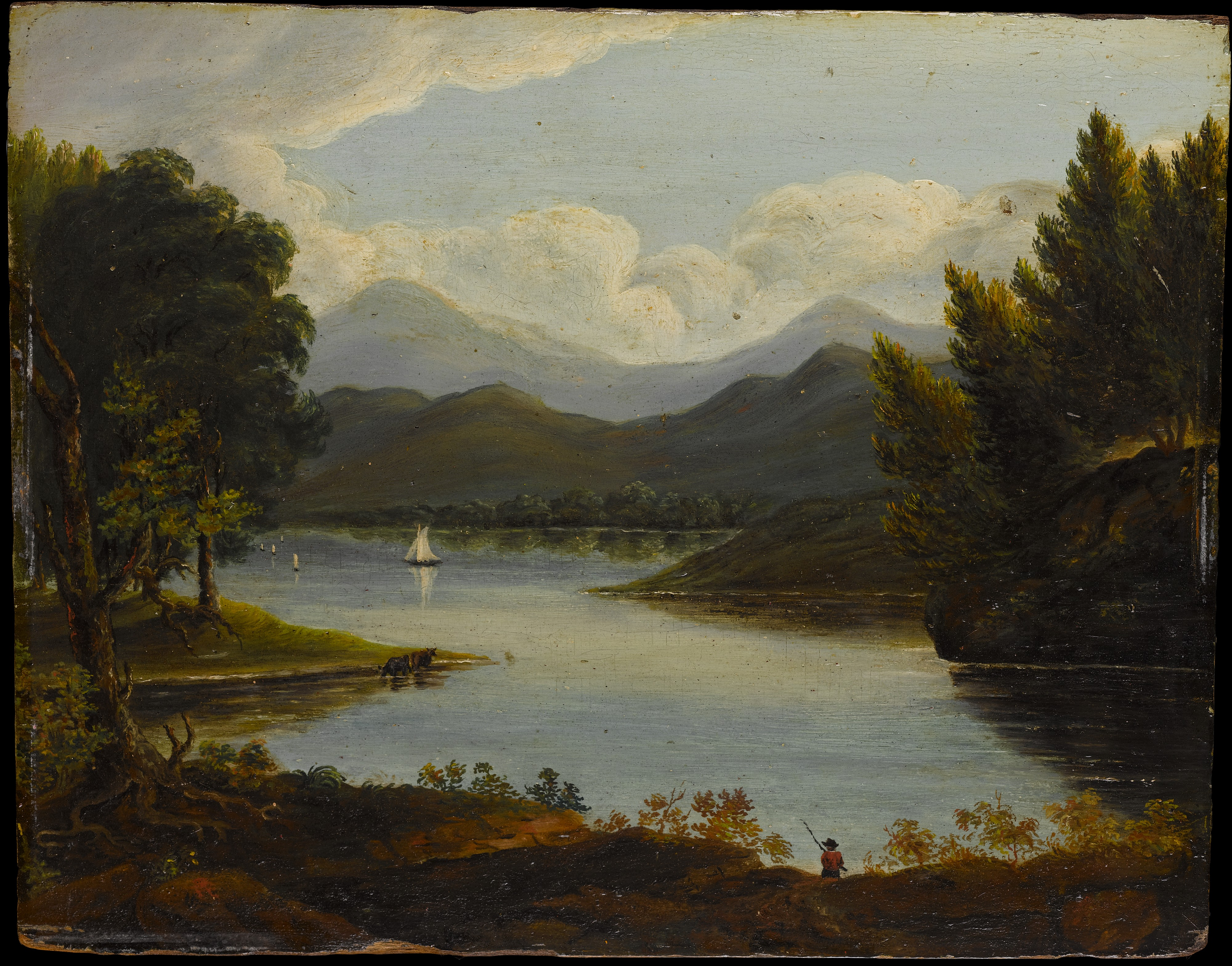
Hudson River
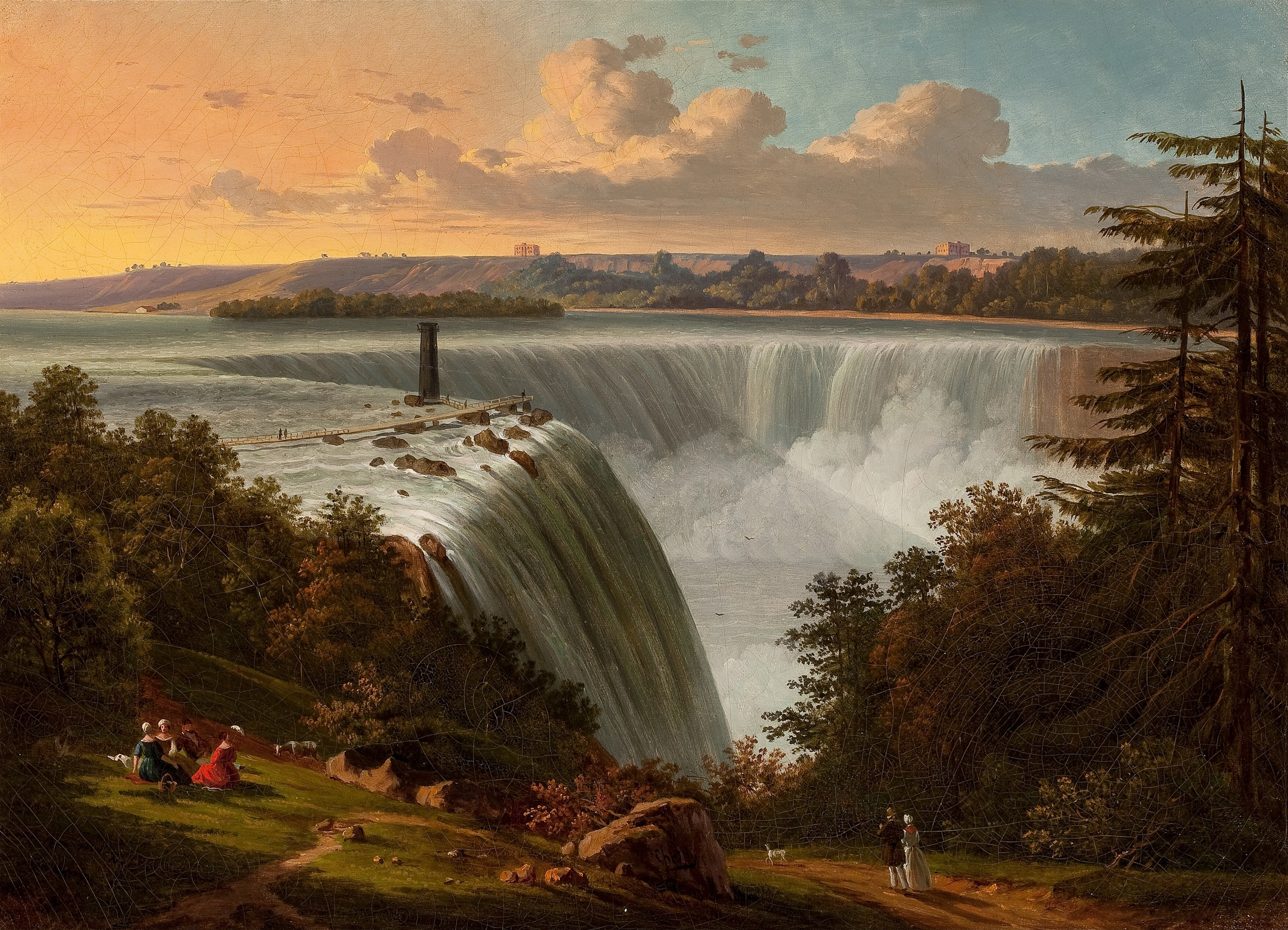
Chutes du Niagara